# 당신 없는 행복이란
《당신 없는 행복이란》은 1993년 7월 5일부터 같은 해 10월 16일까지 방영된 MBC 아침 드라마다.

## 등장 인물
- 김무생(박상도)
- 이정길(박영근)
- 김영애(혜순)
- 최상훈(박영철)
- 도지원(박영수)
- 김화영(박기주)
- 김정아
- 김미정(미순)
- 윤철형(임동화)
- 곽진영(주희)
- 김정아

## 참고 사항
- 원래 제목은 〈여인의 학교〉였지만 일방적으로 제목이 교체되는 과정에서 제작진의 요구에 맞춰 극중 주인공이 부상한 것으로 수정했다가 다시 제작진의 요구에 따라 주인공을 완쾌시키는 어처구니 없는 경우가 있기도 했다.[1]